# Канонерские лодки типа «Paraguay»
«Парагва́й» — тип канонерских лодок, строившихся в 1929—1931 годах для ВМС Парагвая. Построено два корабля — «Paraguay» и «Humaita». Строились в Италии по проекту парагвайского инженера Хосе Боззано. Могли использоваться, как войсковые транспорты, предусмотрено размещение на борту каждого корабля до 900 солдат.

## Бронирование
Пояс — 13 мм;
Палуба, полубашни гк (лоб) — 8 мм;
Рубка — 19 мм.

## История службы
Участвовали в Чакской войне и гражданской войне 1947 года на стороне мятежников.
После победы противников в результате военного переворота на лодке «Парагвай» в Асунсьон бежал президент Аргентины Хуан Перон.
«Humaita» в 1989 году участвовала в свержении президента-диктатора А. Стресснера, вела огонь по военным объектам в Асунсьоне.
«Humaita» в 2000 году преобразована в музей. «Paraguay» до настоящего времени находится в строю.

## Представители проекта
| Наименование                 | Заложен    | Спущен     | Начало службы | Статус                    |
| ---------------------------- | ---------- | ---------- | ------------- | ------------------------- |
| «Paraguay» («Comodoro Meza») | 21.04.1929 | 22.06.1930 | 21.01.1931    | В строю                   |
| «Humaitá» («Capitan Cabral») | 21.04.1929 | 16.04.1930 | 14.02.1931    | C 1992 года корабль-музей |